# Consolea rubescens
Consolea rubescens là một loài thực vật có hoa trong họ Cactaceae. Loài này được (Salm-Dyck. ex DC.) Lem. mô tả khoa học đầu tiên năm 1862.